# Francisco Manrique
Francisco Guillermo Manrique (Mendoza, 10 de febrero de 1919 - Buenos Aires, 15 de febrero de 1988) fue un militar, político y periodista argentino. Ocupó el cargo de jefe de la Casa Militar durante los gobiernos dictatoriales de Eduardo Lonardi y Pedro Eugenio Aramburu. Ministerio de Salud y Acción Social durante las dictaduras de Roberto Marcelo Levingston y Alejandro Agustín Lanusse y fue candidato a la presidencia en 1973 por la Alianza Popular Federalista, obteniendo el 12,19 por ciento de los votos. En 1986 fue nombrado secretario de Turismo por el presidente Raúl Alfonsín, y al año siguiente fue elegido diputado por la Capital Federal, formando parte de la lista de candidatos de la Unión Cívica Radical por haberse incorporado a la denominada Convergencia Programática.

## Carrera naval
Egresado del Escuela Naval en 1937, realizó una carrera naval intensa y activa, con muchos viajes de instrucción. Entre ellos se destacó un curso de guerra antisubmarina en Escocia, una campaña de limpieza de minas submarinas en el río Támesis, y otro curso sobre lucha contra submarinos en Weymouth, Inglaterra.
Le tocó recibir la rendición de un submarino alemán, que se rindió en ese puerto por haber finalizado la Segunda Guerra Mundial estando en el Atlántico Sur. Fue también director del Liceo Naval. También enseñó en la Escuela Superior de Guerra del Ejército y en la Escuela de Comando y Estado Mayor de la Fuerza Aérea.
En 1949 participó de una campaña a la Antártida como segundo comandante de un buque. Fue comandante del rastreador Comodoro Py, del submarino Santa Fe y de la fragata Hércules; al frente de la misma realizó un relevamiento con radar de toda la costa patagónica.

## La Revolución Libertadora
Ferviente opositor al gobierno de Juan Domingo Perón, estando al frente de la fragata Hércules tuvo participación en las conspiraciones para derrocar al presidente constitucional, aunque no participó en el Bombardeo de Plaza de Mayo que dejó más de 700 muertos. Sin embargo, algunas fuentes confirman su participación Por la conspiración fue detenido estando en la Base Naval Puerto Belgrano a bordo de su buque, que se encontraba en ese momento amarrado en dicho puerto militar, y fue condenado a prisión.
Tras la instalación de la dictadura autodenominada Revolución Libertadora fue puesto en libertad por el dictador Eduardo Lonardi, que había derrocado al presidente constitucional Juan Domingo Perón, y quien lo nombró subjefe de la Casa Militar. Presentó su renuncia al cargo en la Casa Militar en noviembre, a dos meses de haberlo aceptado, como parte de las presiones para forzar la dimisión del presidente de facto Lonardi. A los pocos días, este renunció, siendo reemplazado por el dictador Pedro Eugenio Aramburu, que lo nombró jefe de la Casa Militar hasta el final de su régimen. Tuvo una participación activa en la misma, siendo quien recibió la rendición y prometió que no se ejecutaría al general Juan José Valle, líder de la revolución del 9 de junio de 1956; a pesar ello, este fue fusilado por orden de Aramburu.
Durante el gobierno de facto del dictador Pedro Eugenio Aramburu fue enviado especial en varias misiones en el exterior, en Chile, Perú, Uruguay, Brasil, Bolivia y Guatemala, siendo además representante extraoficial de Aramburu en reuniones privadas durante la Reunión de Presidentes Americanos, celebrada en Paraná. En abril de 1971 el exministro tucumano de Salud Pública Napoleón Baaclini, denunció que su hijo Pablo Luis, había sido atacado por la polio aun cuando había recibido todas las dosis de Sabín oral indicadas. Esto provocó un escándalo a nivel nacional, en el Ministerio de Bienestar Social, cuyo titular era en ese momento Francisco "Paco" Manrique. Baaclini, denunció que se habían aplicado a la población vacunas vencidas o en mal estado y que por ello se habían registrado 62 casos en la provincia. Durante su cargo en el Ministerio de Bienestar Social, Se dio el mayor brote epidémico de poliomielitis en todo el territorio nacional. Según cifras oficiales, en 1956 se registraron y notificaron 6490 casos, con una tasa de mortalidad del 33,7 % en todo el país.

## Actividad periodística y diplomática
Al asumir la presidencia el gobierno constitucional de Arturo Frondizi, pidió y obtuvo la baja de la Armada para dedicarse de lleno a la acción política. Como primer paso, lanzó un diario llamado Correo de la Tarde –de inspiración socialmente conservadora, aunque económicamente progresista– aparecido por primera vez el 26 de noviembre de 1958. Desde sus páginas fue muy crítico del gobierno de Frondizi; un funcionario de este gobierno intentó sobornarlo. Su actividad política no detuvo sus constantes viajes al exterior: viajó al Perú, Chile, y a Nueva York– donde asistió a la reunión de la Sociedad Interamericana de Prensa– y Washington, para la conferencia de la Asociación Interamericana de Radiodifusión.
En 1961, ante los continuos “planteos militares” que limitan el accionar del presidente Frondizi, publicó un artículo en su diario, que tituló Sentimos Vergüenza que le valió la baja definitiva de la Armada.
En junio de ese año, fue designado miembro de una comisión de la Organización de Estados Americanos, para analizar la llamada Alianza para el Progreso, propugnada por el presidente John Fitzgerald Kennedy, con quien tuvo una entrevista.
Producido el golpe de Estado del 29 de marzo de 1962, contra el presidente Frondizi, el presidente detenido por los militares en la isla Martín García, se negó a renunciar («no me suicidaré, no renunciaré y no me iré del país»), lo que llevó a interminables gestiones que agotaron a los líderes de la insurrección.
En la mañana del 30 de marzo, el general Raúl Poggi, se dirigió a la Casa Rosada para hacerse cargo del gobierno, donde se encontró con que un civil, el presidente provisional del Senado, José María Guido, había jurado esa mañana como presidente en el palacio de la Corte Suprema de Justicia. La maniobra había sido urdida por algunos abogados relacionados con la Corte Suprema —entre ellos Horacio Oyhanarte— que declararon que el derrocamiento de Frondizi era un caso de acefalía. En este hecho tuvo también participación Manrique, que quería evitar la asunción al gobierno de un miembro de las Fuerzas Armadas. Tuvo buenas relaciones con Guido, que lo nombró su enviado especial a Venezuela y a los Estados Unidos. Logró el reconocimiento de esos países y del Brasil al gobierno de Guido, cuyo origen no democrático lo había mantenido temporalmente aislado del resto del mundo.
El fracaso económico del Correo de la Tarde lo obligó a suspender su edición, pero al mismo tiempo editó una revista semanal, Leer para creer, y desde 1965 Correo de la Semana, otra revista política. También desde 1963 se dedicó a producir, dirigir y presentar un programa semanal de televisión, Sumario a Nuestro Tiempo, logrando mantener su independencia política al cambiarlo dos veces de emisora. Desde 1965 en adelante presentó también Comentario Político, más directamente vinculado a la política nacional. Este último programa sería levantado cuatro años más tarde, por orden del ministro del Interior.

## Ministerio de Bienestar Social
En junio de 1970, el presidente de facto Roberto Levingston lo nombró Ministro de Bienestar Social, pero posteriores discrepancias con el resto del gabinete lo obligaron a presentar la renuncia al cargo el 9 de febrero de 1971.
En marzo de 1971, al asumir la presidencia de facto el general Lanusse, nombró a Manrique nuevamente ministro de Bienestar Social, suprimió algunos beneficios sociales, que entre otros motivos provocó que la Confederación General del Trabajo (CGT), comience una serie de paros generales que afectan a la industria, el transporte y los servicios, que desmejoró aún más la ya frágil situación social.
Entre ambos mandatos, se encargó de poner en funcionamiento las reparticiones dependientes del Ministerio, que serían la Secretaría del Menor y la Familia, el Instituto Nacional de Obras Sociales para Jubilados y Pensionados. Otra de sus creaciones que pasó a la historia fue el "Prode", un juego de azar basado en partidos oficiales de fútbol –de una estructura muy similar a la que en España se llama "Quiniela" y, en el resto de América Latina, "Polla" o "Polla Gol"– y contribuía a la financiación de campañas asistenciales. Llegó a ser el más popular juego de azar en la Argentina y a pagar premios muy cuantiosos. Presentó su renuncia al cargo en agosto de 1972, luego de severas diferencias con el general Lanusse, para dedicarse exclusivamente a la política.

## El Partido Federal y la candidatura presidencial
En 1965, Manrique había sido candidato a diputado nacional por la Unión del Pueblo Argentino –más conocida por la sigla UDELPA– un partido creado y liderado por el dictador Pedro Eugenio Aramburu. No reunió los votos necesarios para ser elegido.
En 1972, casi inmediatamente a la renuncia al ministerio, Manrique se autopostuló como candidato presidencial para las elecciones que se celebrarían al año siguiente. El primer partido en apoyar su candidatura fue el Partido Renovador, presidido por Federico Carman En la misma época, Graiver era subsecretario del Ministerio de Bienestar Social a cargo de Francisco Manrique. Esa condición de funcionario de la dictadura le permitió conseguir contratos estatales a granel para su constructora Fundar. Cuando comenzó la campaña electoral para los comicios de 1973, Graiver fue el principal recolector de fondos de la fórmula.
Posteriormente, se configuró la Alianza Popular Federalista, formado por el Partido Demócrata Progresista , el Partido Unión Popular, el Partido Renovador y varios partidos provinciales. La fórmula Francisco Manrique – Rafael Martínez Raymonda logró obtener el tercer puesto en las elecciones nacionales del 11 de marzo de 1973, con un total de 1 775 867 votos, el 15 % del total de votos válidos, a solo 200 000 votos de la UCR. Además lograron el ingreso a la Cámara de Diputados, con 25 escaños. y el Partido Federal.
También obtuvieron el tercer lugar, con 1 445 981 votos, en las elecciones presidenciales del 23 de septiembre de ese año, en que Juan Domingo Perón fue elegido para su tercer período presidencial, lo que significaba para su fórmula, cuyo compañero fue Ezequiel Martínez Raymonda, un 16 %.
Durante la gestión de Perón y la de su viuda y sucesora, María Estela Martínez de Perón, Manrique fue el más conocido dirigente de un núcleo de oposición de tendencia liberal y conservadora. Realizó varios viajes al exterior, llegando a entrevistarse con el presidente de Francia,[cita requerida] con Francisco Franco, con el mariscal Tito y con el papa Pablo VI.
Apoyó inicialmente el golpe de Estado del 24 de marzo de 1976, y al gobierno surgido del mismo, conocido como el “Proceso”. Si bien Manrique no participó de los gobiernos de la dictadura, algunos afiliados al Partido Federal sí lo hicieron, incluidos 78 intendentes municipales.
En 1956 tras el fusilamiento de militantes peronistas, siendo secretario general de la presidencia durante la dictadura de Pedro Eugenio Aramburu, dio una cena a los responsables, agradeciendoles "el regalo de la paz".
Lidia Papaleo declaró que se le ordenó que: “No puede vender Papel Prensa ni a judíos ni a extranjeros”.  A su vez, el entonces Secretario de Estado Raymundo Juan Pío Podestá, a través del exministro de Bienestar Social, Francisco Manrique, le comunicó al abogado de la familia, Miguel de Anchorena que debía realizarse la venta del control accionario de Papel Prensa SA a los diarios Clarín, La Nación y La Razón.

## Últimos años
Desde 1974 en adelante, Manrique había vuelto al periodismo, editando la revista Respuesta Argentina, que un año más tarde sería reemplazado por la segunda época del Correo de la Semana. A través de la misma atacaría la política de los gobiernos peronistas y se mostraría sumamente crítico de la política económica y social de la dictadura de Jorge Rafael Videla. El periódico fue prohibido en noviembre de 1977 por resolución de la dictadura, por una crítica a su rumbo económico.[cita requerida]
Miguel Bonasso, en un artículo periodístico, reveló que Ricardo Balbín y Francisco Manrique, de la Unión Cívica Radical y el Partido Federal, se negaron a participar activamente en el Golpe de 1976, pero en cambio se comprometieron a no oponerse.
Después de la Guerra de las Malvinas su enfrentamiento con el gobierno militar se fue acentuando. En un reportaje radial hecho por Cacho Fontana, llamó públicamente "hijo de puta" al general Ramón Camps, uno de los oficiales más comprometidos con la represión llevada a cabo por las Fuerzas Armadas. La frase tuvo gran repercusión por haber sido pronunciada en plena dictadura y dirigida al poderoso general Camps, exjefe de la Policía de la Provincia de Buenos Aires.
Tras enviudar de su primera esposa y volver a casarse, dedicó los años siguientes a diversos viajes por el mundo, dictando conferencias y editando artículos en distintos periódicos. Se entrevistó con los enviados papales para el Conflicto del Beagle, aunque su participación no tuvo resultados apreciables.[cita requerida]
En 1981 volvería a editar el Correo de la Tarde, en formato de revista semanal, que editaría hasta su fallecimiento en 1988.
Fue nuevamente candidato presidencial en las elecciones del 30 de octubre de 1983 como candidato de la Fuerza Federalista Popular y al frente de la fórmula de la Alianza Federal, aunque logró reunir apenas 104 114, ubicándose en 5.º lugar, y no logrando llevar ningún diputado a la Cámara. Nuevamente en las elecciones de 1985 se postuló como candidato a diputado nacional, pero no logró acceder a una banca.
Durante parte del gobierno de Raúl Alfonsín, Manrique protagonizó una columna política dentro del noticiero de televisión Nuevediario.[cita requerida]
El 16 de mayo de 1986, fue nombrado Secretario de Turismo de la Nación. Al año siguiente en las Elecciones legislativas de 1987 en Argentina fue elegido diputado nacional extrapartidario de la UCR, pero decidió no asumir su banca, debido a que pensaba terminar de desarrollar ciertos programas en la Secretaría de Turismo.[cita requerida]
Falleció en Buenos Aires a los 69 años, víctima de un accidente cerebrovascular durante el postoperatorio de una intervención sobre la arteria carótida, el 15 de febrero de 1988.
Tuvo cuatro hijos y trece nietos de su primer matrimonio con Esther Cánepa Devoto (Poupée). Después de enviudar en 1977, se casó en segundas nupcias con María Cristina Isidoro Ruiz.